# Radio 88
Radio 88 blev i Stockholm den första mer kända bland FM-pirater, men namnet Radio 88 skulle med tiden dyka upp i tre olika grupperingar som övertog namnet från den föregående grupperingen.

## Historik
Den första Radio 88 inledde sina sändningar i början på 1972 med kommersiella ambitioner och klatschigt utformad reklam, och för programstilen hade inspiration hämtats från engelska BBC-s popradiokanal BBC Radio 1 och de engelska offshorepiraterna.
Den andra Radio 88, "Nya Radio 88", hade inriktning mer för vänsterpolitisk satir och när musik spelades var det ofta progg, och sändningspremiären gick ut i januari 1973. Centralfigur i båda dessa Radio 88-gäng var Anders Bjurström (1950–2006), och i programmen för Nya Radio 88 hördes främst Björn Bränngård (f. 1947) och Kjell Höglund (f. 1945).
Denna andra Radio 88 sände fortfarande under hösten 1974, men i starten på 1975 förändrades situationen när sändaren för Radio 88 övertogs av personer med diffusa sympatier för Röda armé-fraktionen. Ledaren för detta gäng var Norbert Kröcher, som senare skulle bli känd för de långt gångna planerna att kidnappa Anna-Greta Leijon år 1976.